# 鲍尔陶·伊什特万
鲍尔陶·伊什特万（匈牙利語：Barta István，1895年8月13日—1948年2月16日），匈牙利男子水球运动员。他曾代表匈牙利参加1924年、1928年和1932年夏季奥林匹克运动会水球比赛，共获得一枚金牌和一枚银牌。